# The Anthology: 1947-1972
The Anthology: 1947-1972 è un album compilation del cantante blues Muddy Waters.  Nel 2003, l'album era classificato 38º sulla lista dei 500 migliori album secondo Rolling Stone.

## Tracce

### Disco 1
1. Gypsy Woman
2. I Can't Be Satisfied
3. I Feel Like Going Home
4. Train Fare Home Blues
5. Mean Red Spider
6. Standin' Here Tremblin'
7. You Gonna Need My Help
8. Little Geneva
9. Rollin' And Tumblin' Part 1
10. Rollin' Stone
11. Walkin' Blues
12. Louisiana Blues
13. Long Distance Call
14. Honey Bee
15. Country Boy
16. She Moves Me
17. Still A Fool
18. Stuff You Gotta Watch
19. Who's Gonna Be Your Sweet Man When I'm Gone?
20. Standin' Around Cryin'
21. Baby Please Don't Go
22. (I'm Your) Hoochie Coochie Man
23. I Just Want To Make Love To You
24. I'm Ready
25. Young Fashioned Ways
26. I Want To Be Loved

### Disco 2
1. My Eyes (Keep Me In Trouble)
2. Mannish Boy
3. Sugar Sweet
4. Trouble No More
5. Forty Days And Forty Nights
6. Just To Be With You
7. Don't Go No Farther
8. Diamonds At Your Feet
9. I Love The Life I Live, I Live The Life I Love
10. Got My Mojo Working
11. Rock Me
12. Look What You've Done
13. She's Nineteen Years Old
14. Close To You
15. Walking Thru The Park
16. Take The Bitter With The Sweet
17. I Feel So Good (Live)
18. You Shook Me
19. My Home Is In The Delta
20. Good Morning Little School Girl
21. The Same Thing
22. You Can't Lose What You Ain't Never Had
23. All Aboard (Fathers & Sons)
24. Can't Get No Grindin'